# Trish Regan
Trish Regan (* 13. Dezember 1972 als Patricia Ann Regan in Hampton, New Hampshire) ist eine US-amerikanische Fernsehmoderatorin und Autorin, die zuletzt für den Wirtschaftsnachrichten-Sender Fox Business Network arbeitete.

## Werdegang
Regan besuchte die High School der Phillips Exeter Academy. 1993 war sie Miss New Hampshire und repräsentierte 1994 ihren Heimatstaat bei der Miss-America-Wahl. Regan studierte Gesang in Graz (Österreich) und am New England Conservatory of Music in Boston, bevor sie sich an der Columbia University einschrieb. 2000 schloss sie ihr Bachelor-Studium der U.S.-amerikanischen Geschichte mit Cum Laude (Bewertung: gut) ab.

## Berufliche Laufbahn

### CBS (2001–2007)
2001 begann Regan beim Sender CBS MarketWatch, der damals im Besitz der CBS News war. Dort war sie bis 2007 als Wirtschaftskorrespondentin für die CBS Evening News sowie für Face the Nation und 48 Hours tätig. 2002 erhielt sie den Most Outstanding Young Broadcast Journalist Award der Northern California Society of Professional Journalists. 2007 wurde Regan auf Grund ihrer Reportage „Crossroads of Crime“ über die Terrorverbindung zwischen der südamerikanischen Tri-Border-Region und der islamischen Terroristengruppe für den Emmy in der Kategorie investigativer Journalismus nominiert.

### CNBC (2007–2012)
Regan moderierte eine tägliche Wirtschaftssendung und entwickelte Langzeitdokumentationen für CNBC. Für ihre Reportage „Against the Tide: The Battle of New Orleans“ erhielt sie 2007 eine Gerald Loeb-Nominierung. Sie berichtet über das New-Orleans-Deichsystem nach dem Hurrikan Katrina.

### Bloomberg TV (2012–2015)
Regan moderierte das tägliche globale Wirtschaftsmagazin Street Smart with Trish Regan.

### Fox (2015–2020)
Regan war Moderatorin beim Wirtschaftsnachrichten-Sender Fox Business Network, der wie der Muttersender Fox News zum Medienkonzern 21st Century Fox des konservativen Unternehmers Rupert Murdoch gehört. Sie moderierte die Sendung Intelligence Report with Trish Regan und war an weiteren Produktionen der Fox News Channel Shows beteiligt. Am 14. März 2020 wurde sie aufgrund kontroverser Äußerungen zur Coronakrise aus dem Programm von Fox Business entfernt.

### Unwahrheiten über Dänemark
Regan erlangte im August 2018 Bekanntheit in Europa, als sie Dänemark mit Venezuela verglich und behauptete, dass in Dänemark „etwas faul sei“, wobei sie Shakespeare falsch zitierte. Sie argumentierte, dass der Sozialismus niemals funktionieren könne: nicht in Venezuela und nicht in Dänemark. Ihre Behauptungen wurden von Experten, Mitgliedern der dänischen Regierung und nationalen wie internationalen Massenmedien in Gänze zurückgewiesen. Regan behauptete, dass
- der Einkommenssteuersatz 2015 für alle Dänen bei 56 % sei.
- jeder für die dänische Regierung arbeiten würde.
- es hohe Mehrwertsteuern und eine Fahrzeugsteuer von 180 % in Dänemark gäbe.
- keiner in Dänemark arbeiten wollen würde.
- alle Dänen nach dem Hochschulabschluss „Törtchengaststätten“ aufmachen würden.
- Dänemark hochverschuldet sei.
- alle Dänen keine „Möglichkeiten“ hätten.

Die dänische Botschaft in den USA begegnete diesen unrealistischen Behauptungen mit Humor und veröffentlichte einen Faktencheck mit richtigen Statistiken.
Nach andauernder Kritik aus der internationalen Fachwelt, bestehend aus Politikern, Wirtschaftsexperten und Journalisten, die ihre Behauptungen widerlegten, ruderte Trish Regan zurück; angeblich wolle sie die Zustände in Dänemark nicht mit den Zuständen in Venezuela gleichsetzen. Es ginge ihr nur darum, dass der „Sozialismus“ – in ihrer Welt – nicht der Weg nach vorne sei.

## Privates Leben
2001 heiratete Regan den Investmentbanker James A. Ben, mit dem sie zwei Töchter (Alexandria und Elizabeth, * 2009) sowie einen Sohn (Jamie Ben, * 2012) hat.

## Weitere Literatur
- Denmark in the USA: Facts about Denmark. In: Denmark in the USA. (um.dk [PDF; abgerufen am 16. August 2018]).